# Rossella Marcone
Rossella Marcone, nota anche con lo pseudonimo di Ross (Corato, 26 novembre 1976), è una cantante italiana.

## Biografia
Nel 1994 Rossella Marcone vince la gara finale del Superkaraoke di Fiorello. A metà anni novanta canta il jingle in italiano dello spot della catena McDonald's, basato sulla canzone americana Close to you. Rossella Marcone si fa poi notare a Sanremo Giovani 1994 con la canzone Cinque giorni di Michele Zarrillo, con la quale si classifica al 3º posto nell'eliminatoria della prima serata, nella sezione Interpreti, accedendo così di diritto al Festival di Sanremo 1995 con la canzone Un posto al sole con la quale conquista il quarto posto nella categoria delle Nuove Proposte.
Dopo il Festival esce il suo primo album Rossella Marcone. I testi trattano principalmente il tema dell'amore. Se fossi un uomo, tratta di un amore omosessuale tra due donne e delle difficoltà che spesso nella vita quotidiana emergono nel momento in cui si parla di questo argomento in famiglia. Nell'album compare anche una personale interpretazione di Rossella del brano Cinque giorni, portato al successo un anno prima da Michele Zarrillo. La maggior parte dei pezzi è firmata da Federico Cavalli e Pietro Cremonesi, che, assieme ad Angelo Valsiglio, avevano scritto tutti i brani del primo album di Laura Pausini, compresi La solitudine e Non c'è. L'album ottiene un buon riscontro di vendite. Il brano Non innamorarti mai nell'estate di quell'anno ottiene un ottimo apprezzamento.
L'album successivo Una vita migliore, uscito nel 1996 contestualmente al Festival di Sanremo, è una riedizione del precedente con l'aggiunta di due brani, Una vita migliore (il pezzo sanremese) e Stai con lei, più la rivisitazione di Resta. A Sanremo Rossella quell'anno partecipa in gara nella categoria Big, accreditandosi il quattordicesimo posto.
Nel 1997 partecipa in coppia con Ike Therry al Disco per l'estate, presentato da Paolo Bonolis e Renato Zero, classificandosi al secondo posto nella categoria emergenti con il brano Qui io e te. Nella primavera del 1998 partecipa a Mattina in famiglia su Rai 2, dove canta la cover di Gianni Morandi La mia nemica amatissima, inclusa nella compilation InnaMorandi, album tributo realizzato insieme a Mina, Fiorello, Loredana Bertè. In quella sede annuncia di aver cambiato genere passando dal pop al rock. Annuncia inoltre un nuovo album che sarebbe dovuto uscire qualche mese dopo, ma che tuttavia non venne mai distribuito.
Nel 1998 esce il singolo One Love, il cui videoclip viene trasmesso da Mach Music e TMC 2 e dalle radio. All'inizio del 1999 esce il singolo Voglio rompere, pubblicato con il nuovo nome d'arte Ross, che contiene anche l'inedita ballata pop Primavera.
Malgrado sia in programma un album completo (si parla anche di una traduzione dell'album in inglese e in spagnolo), questo non accadde. In compenso è lei ad aprire l'unica data italiana dei Deep Purple a Brescia, con un pubblico di 45.000 persone. Nel 2000, pubblica il singolo Follow, che ottiene un discreto successo in Spagna, Francia e Germania. Nel 2001 pubblica il singolo "Phantom in my life" mentre nel 2002 è autrice  e interprete del pezzo dance "I Just wanna love". Dal 2006 è animatrice musicale, nonché ospite fissa nella trasmissione di Sky Calcio Sprint.

## Discografia

### Album
- 1995 - Rossella Marcone
- 1996 - Una vita migliore

### Singoli
- 1995 - Un posto al sole
- 1995 - Non innamorarti mai (promo radio)
- 1996 - Una vita migliore (promo radio)
- 1997 - Qui, io e te (promo radio)
- 1998 - La mia nemica amatissima (promo radio)
- 1998 - One Love (promo radio) + digital download
- 1999 - Voglio rompere
- 2000 - Follow
- 2001 - Phantom in my life
- 2002 - I Just wanna love

### Partecipazioni
- 1995 - AA.VV. Pc Disc con il brano Un posto al sole
- 1995 - AA.VV. SuperSanremo - 45º Festival della Canzone Italiana con il brano Un posto al sole
- 1995 - AA.VV. Pc Disc - Special For Radio con il brano Non innamorarti mai
- 1996 - AA.VV. SuperSanremo '96 con il brano Una vita migliore
- 1998 - AA.VV. InnaMorandi con il brano La mia nemica amatissima